# Mazarredia chishuia
Mazarredia chishuia är en insektsart som beskrevs av Zheng, Z. och Zizhong Li 2006. Mazarredia chishuia ingår i släktet Mazarredia och familjen torngräshoppor. Inga underarter finns listade i Catalogue of Life.